# Giovanni Battista Caracciolo
Giovanni Battista Caracciolo (também chamado Battistello) (1578–1635) foi um artista italiano e importante seguidor napolitano de Caravaggio. Ele era membro da Cabala de Nápoles, com Belisario Corenzio e Jusepe de Ribera, que supostamente envenenaram e desapareceram com seus competidores em contratos de pintura.
Diz-se que sua formação inicial foi com Francesco Imparato e Fabrizio Santafede, mas o primeiro impulso que moveu sua arte veio da presença repentina de Caravaggio em Nápoles no final de 1606. Caravaggio fugiu para lá depois de matar um homem em uma briga em Roma, e chegou no final de setembro ou início de outubro de 1606. Sua estadia na cidade durou apenas cerca de oito meses, com outra breve visita em 1609/1610, mas seu impacto na vida artística foi profundo.
Caracciolo, apenas cinco anos mais novo que Caravaggio, foi um dos primeiros a adotar o novo estilo surpreendente com sua paleta sombria, dramático tenebrismo e figuras escultóricas em um plano de imagem raso definido pela luz e não pela perspectiva. Ele é considerado o fundador solitário da escola napolitana de Caravagismo. Outros Caravagistas de Nápoles foram  José de Ribera,{{efn|On 3 May 1626, Caracciolo and Ribera are witnesses to the wedding of Giovanni Do, Carlo Sellitto, Artemisia Gentileschi e Mattia Preti.
Em 1612, ele fez uma viagem a Roma. Uma obra que mostra a influência desta visita, e especialmente a de Orazio Gentileschi, é a Libertação de São Pedro (1615), pintada para o Pio Monte della Misericordia.
Depois de 1618 ele visitou Gênova, Roma e Florença. Em Roma, ele ficou sob a influência do Classicismo revivido dos Carracci primos e da Escola Emiliana, e começou a trabalhar para uma síntese de seu estilo com seu próprio tenebrismo.

## Galeria

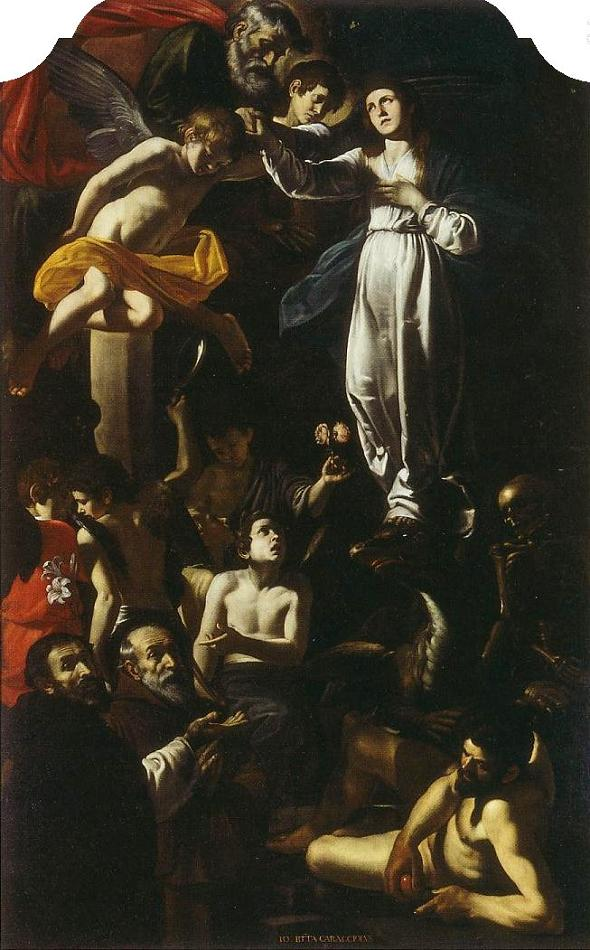
Imaculada Conceição com São Domingos e São Francisco de Paula, (1607)
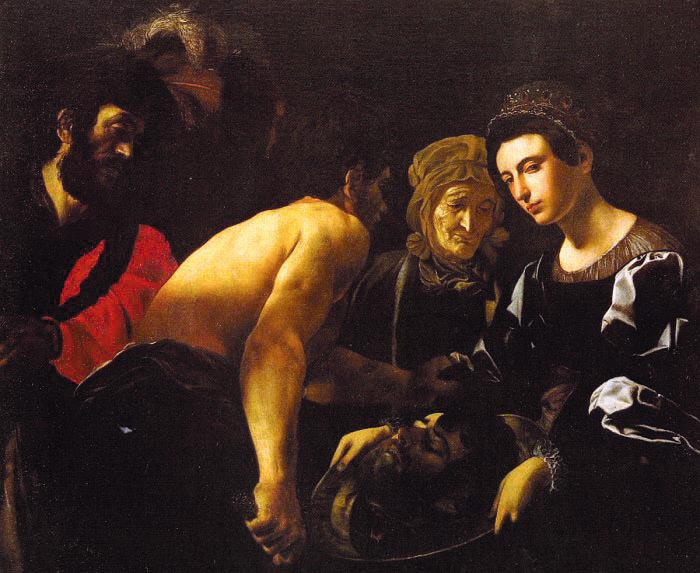
Salomé. Galeria Uffizi, Florença
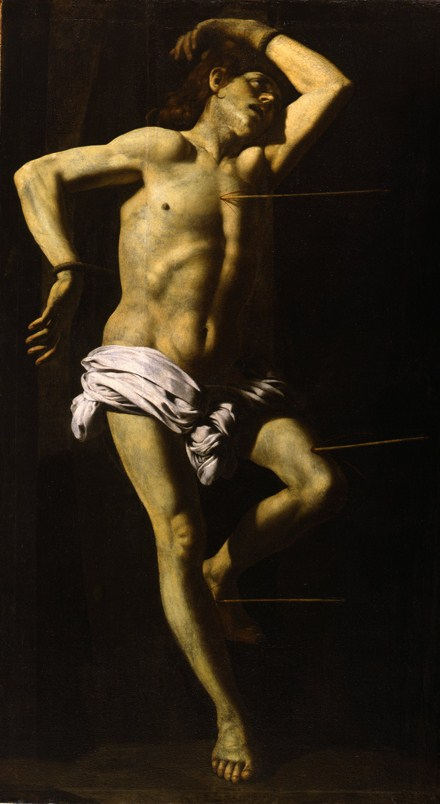
Martírio de São Sebastião (Fogg Art Museum)
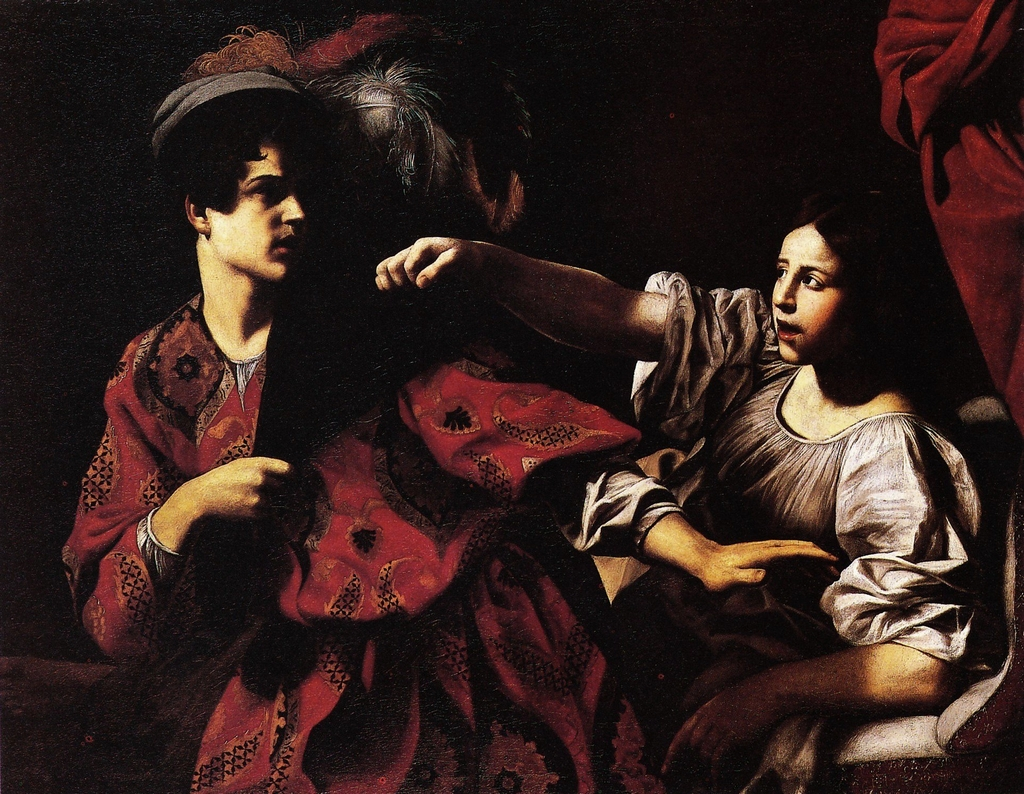
José e a esposa de Potifar (1618)
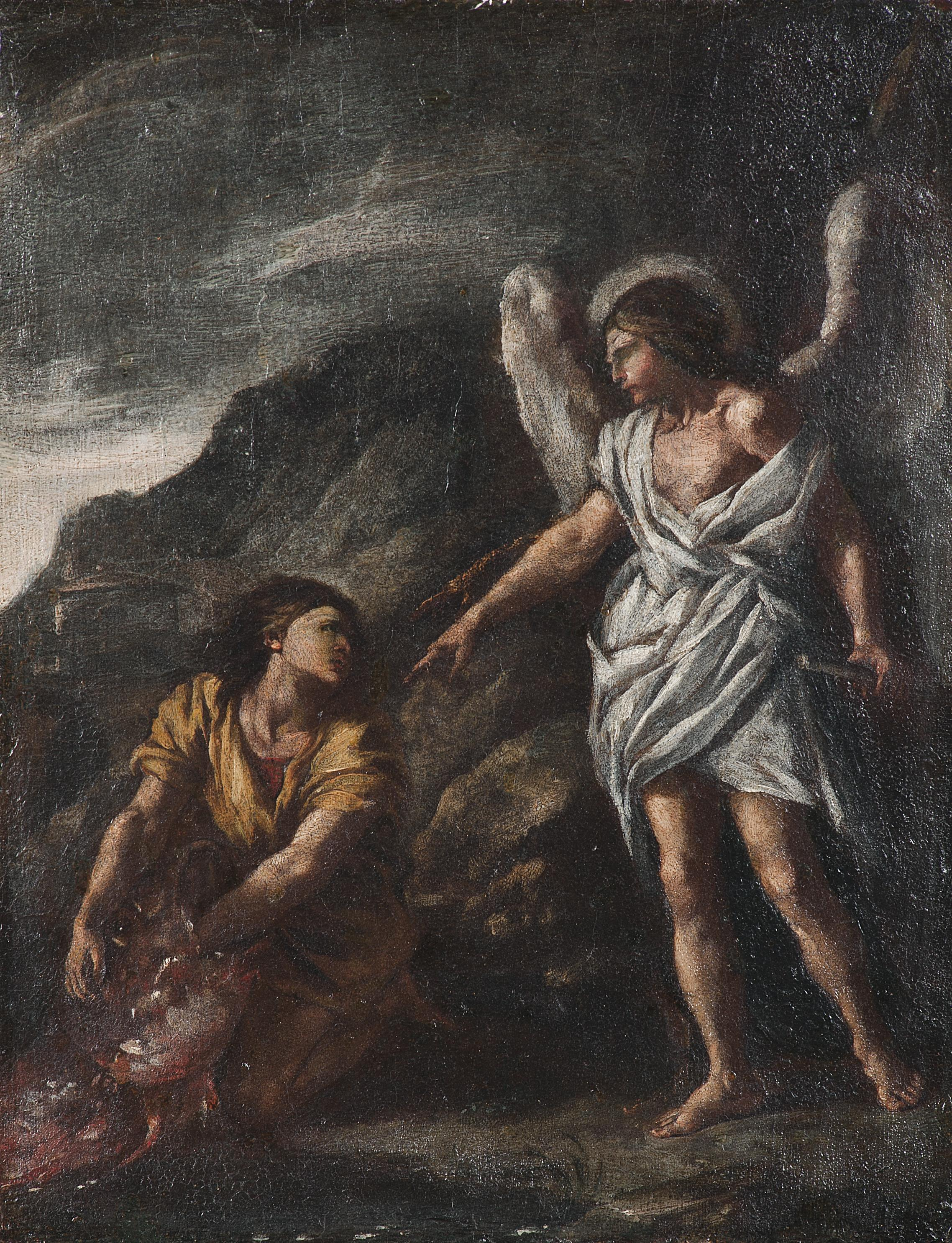
Tobias e o Anjo (1635)
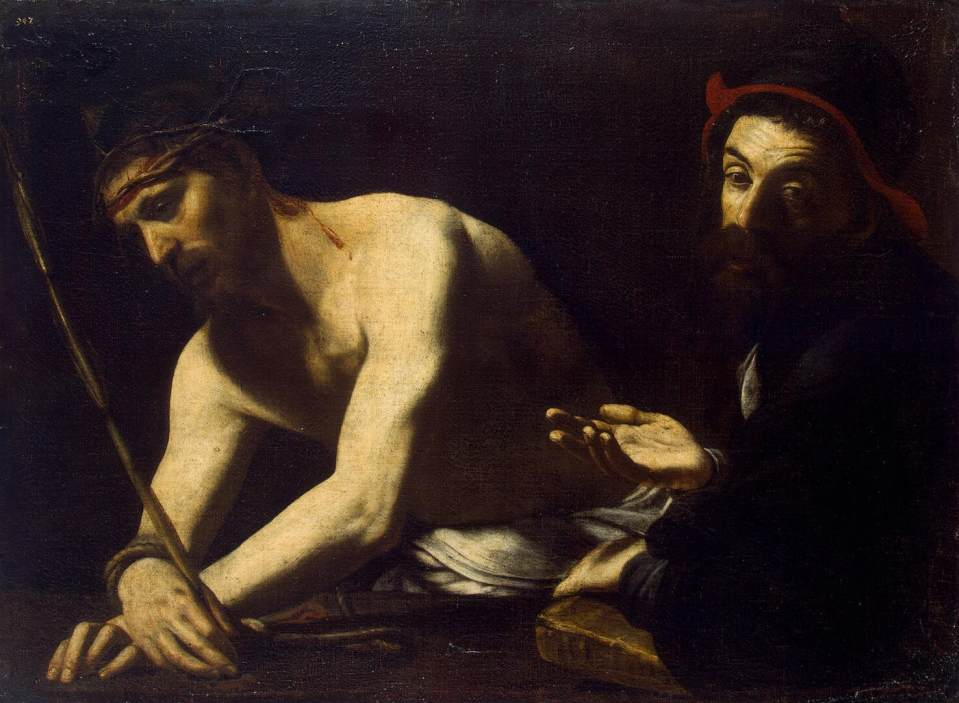
Cristo e Caifás
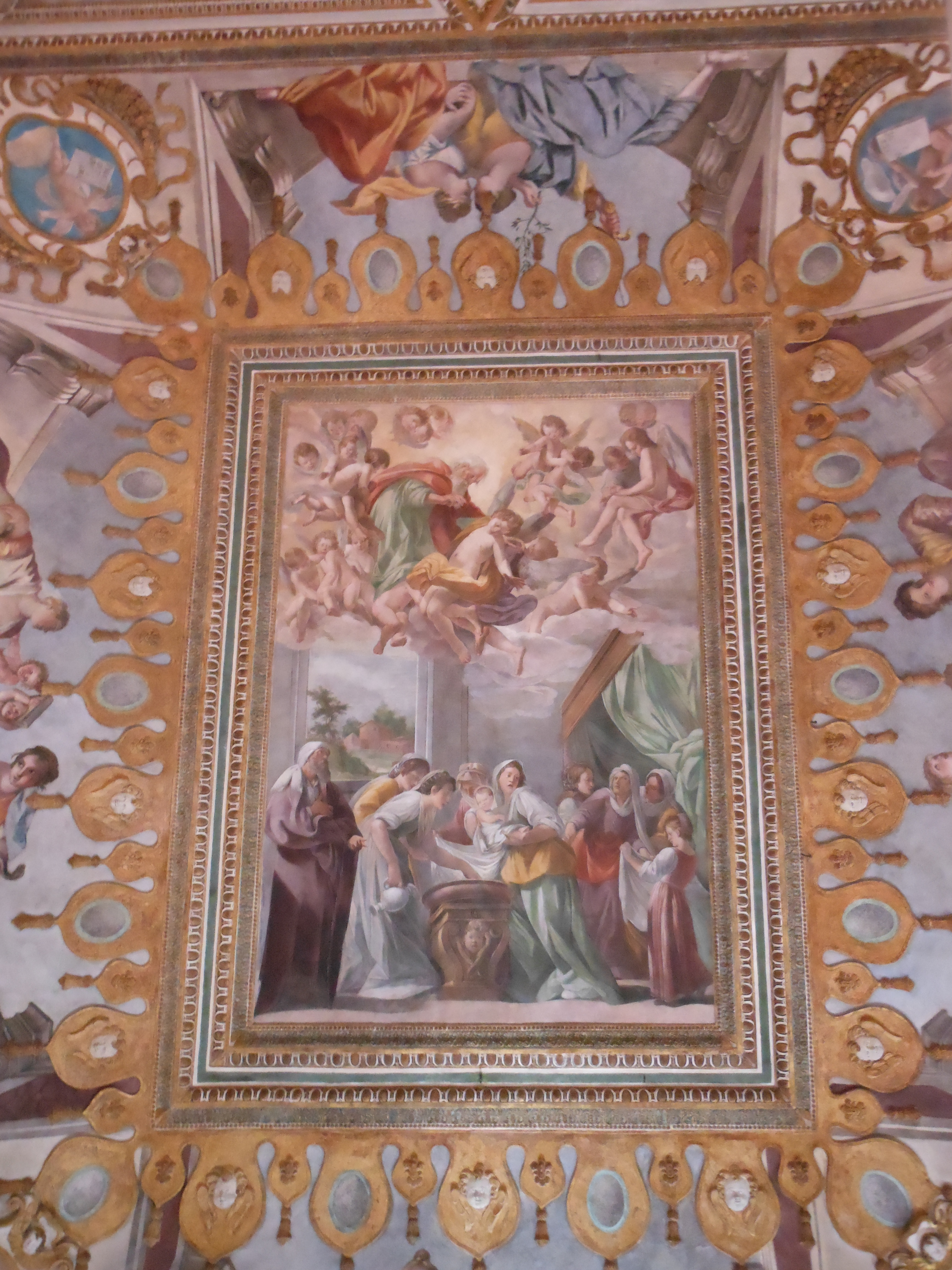
Natividade
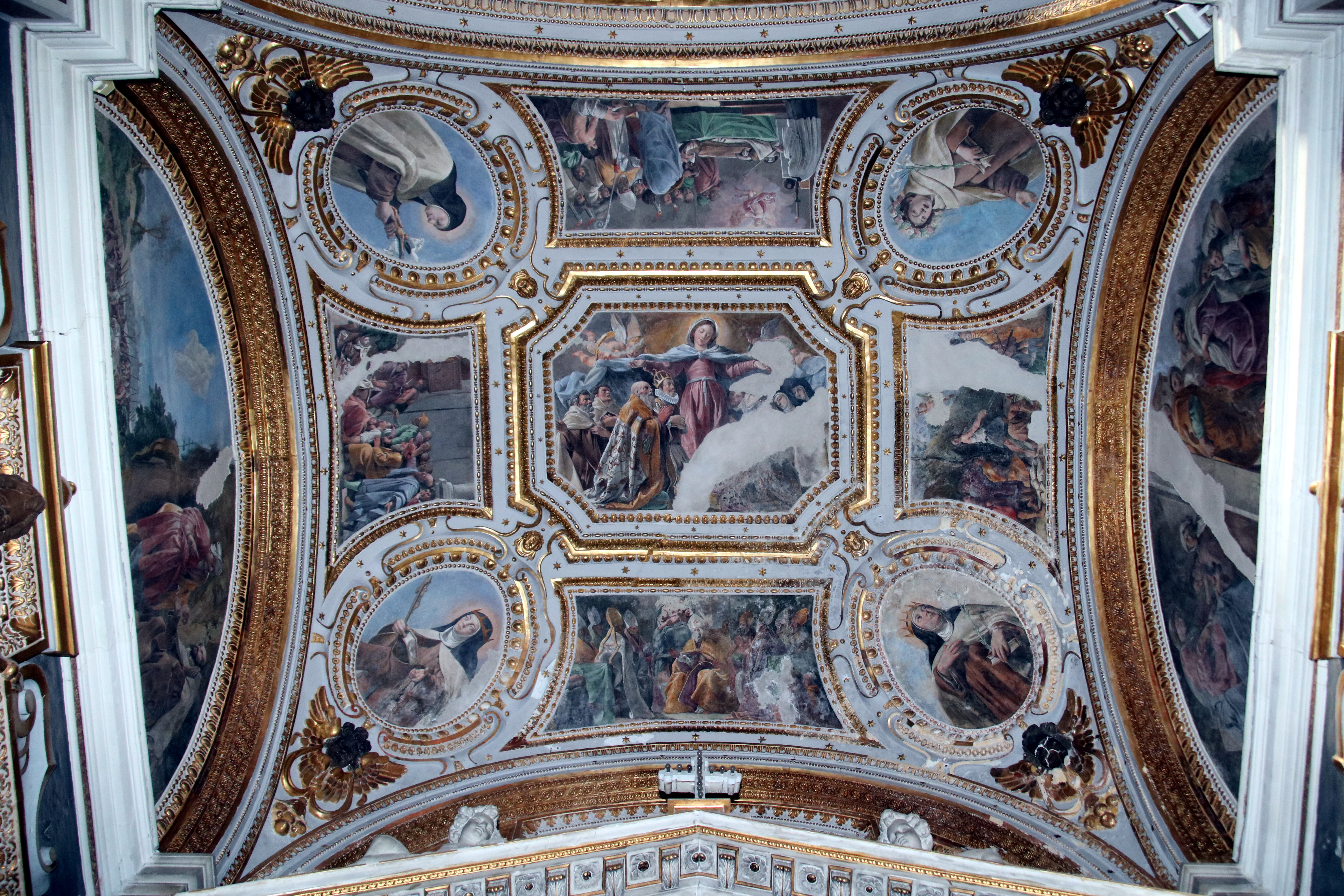
A Virgem recepciona as Carmelitas
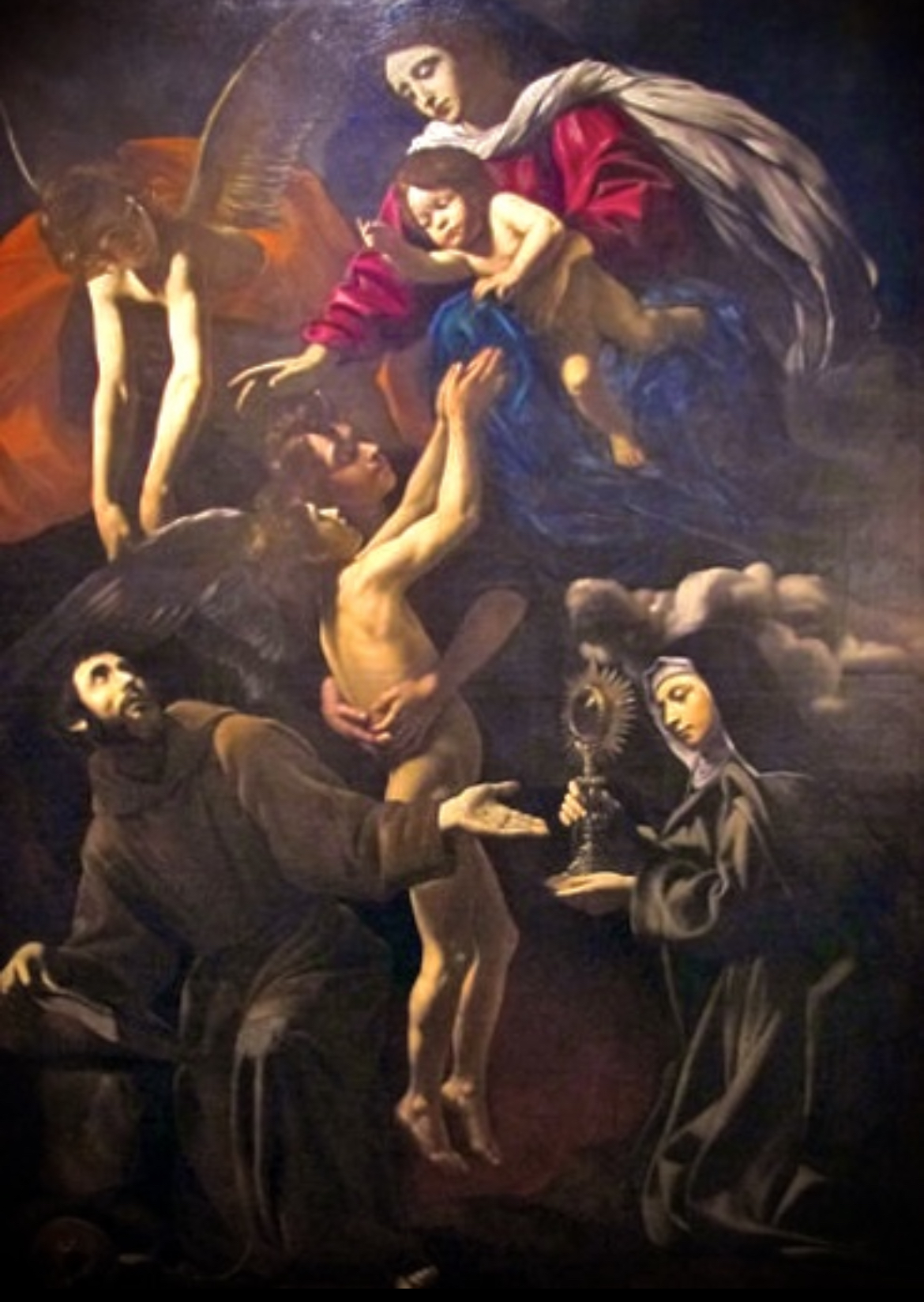
Madonna das Almas no Purgatório (Capodimonte)